# Eva, o Princípio do Sexo
Eva, o Princípio do Sexo é um filme brasileiro lançado em 1981 dirigido pelo cineasta José Carlos Barbosa.

## Sinopse
Eva é uma professora de sexologia que trata da timidez sexual de Robertinho, mas que acaba por envolver-se com este e sua própria irmã, Naná, chocando a tradicional família mineira da qual ambos faziam parte.

## Elenco
- Irineu Pinheiro como Robertinho
- Lia Furlin como Eva
- Rosângela Taddei como Naná
- Silvana Lopes como Dona Zefa